# CDC Manicoré Esporte Clube
O CDC Manicoré Esporte Clube ou apenas CDC Manicoré é uma agremiação sócio esportivo fundada em Manicoré, cidade do interior do estado do Amazonas. Foi o único clube de futebol profissional da região do Rio Madeira até 2013, quando o Nacional Borbense se profissionalizou no futebol.

## História
O clube foi fundado a partir da seleção municipal de Manicoré campeã da Copa dos Rios em 2007, e com a decisão da Federação Amazonense de Futebol de realizar novamente, depois de mais de 40 anos, a segunda divisão estadual, o clube se tornou profissional.

### Primeiros anos
O CDC se tornou clube profissional em 2007, botando Manicoré no mapa do futebol profissional amazonense, tornando-a também a única cidade da Região do Rio Madeira a ter um clube profissional. O clube disputou Série B de 2007 e terminou com um 4º lugar entre 7 clubes, não conseguindo o acesso.
Participando novamente em 2008, ficou com o 3º lugar na segunda divisão estadual e conseguiu o acesso inédito a Série A do Campeonato Amazonense, beneficiado pela desistência do CEPE Iranduba de disputar a 1ª divisão do ano seguinte.
Já na elite do futebol amazonense em 2009, chegou a brigar contra o rebaixamento à Série B amazonense de 2010, escapando na última rodada do segundo turno, ao final ficando com a 8º colocação entre 10 times, com 13 pontos ganhos.
Em 2010, voltou a brigar contra o descenso, mas nesta edição não houve escapatória para o "Bacurau", que foi rebaixado para a Série B amazonense de 2011, ficando na 9º colocação entre 10 times, com 13 pontos ganhos.

#### Série B 2011
Na Série B mais disputada desde a volta da competição, o clube acabou ganhando o primeiro turno, sendo que conseguiu também a vaga na 1ª divisão de 2012, na final acabou perdendo o título pra Grêmio Coariense com duas derrotas. Após punição ao Coariense, o CDC foi considerado o campeão da segunda divisão.

#### 2012
Em 2012 mais um Campeonato fraco para o Bacurau do Madeira, o CDC lutou do inicio ao fim contra o rebaixamento, e, surpreendido pela reação do Rio Negro no campeonato, foi rebaixado na última rodada do segundo turno com a vitória do Galo sobre o Operário por 3-1 e sua derrota para o Nacional pelo mesmo placar.

### Transferência para Nova Olinda
Durante seus primeiros anos, o clube enfrentou vários problemas financeiros que acabaram culminando na transferência do clube de Manicoré para Nova Olinda do Norte, devido a uma parceria mais viável com a prefeitura da cidade e após a campanha na Série B em 2013, oficializou a mudança. Acabou não tendo sucesso e, após o fim da Série B de 2014, se afastou dos campeonatos profissionais, focando apenas nas categorias de base.

### Retorno ao profissional: Série B 2017
Após 3 anos de ausência, o clube acertou o retorno para sua cidade de origem, bem como anunciou a participação na Série B de 2017.
Faltando pouco mais de uma semana para o início da competição, o Bacurau anunciou o técnico para a disputa: Manoel Galdino. Além disso, apresentou o elenco, composto por 31 jogadores, todos nascidos em Manicoré.
Ao final da Competição, o clube acabou ficando em último lugar, passando a maior parte do torneio como lanterna, com uma breve recuperação no início do segundo turno, que não foi suficiente para subir de posição na classificação geral.

### Série B 2017/2
Após a FAF realizar a Segunda Divisão referente ao ano de 2016 no ano de 2017, a Série B de 2017 foi confirmada para entre os meses de Novembro e Dezembro. O Bacurau do Madeira foi um dos que confirmaram participação e que primeiro iniciaram a preparação para o torneio. Faltando dois meses para a competição, o Diretor de Futebol Mozart Carlos foi anunciado pela diretoria, assim como o Técnico João Carlos Cavalo e parte o elenco que disputará a competição, todos ex-Fast, incluindo Ronan, jogador considerado o melhor da Série A do Barezão de 2016.

### Parcerias
Fundado em Manicoré, o clube já mudou de "sede esportiva" três vezes: jogou uma temporada em parceria com o município de Nova Olinda do Norte, depois fez uma parceria breve com um clube amador de Manaus para a categoria de base. Por último, para a disputa da Série B de 2020 o clube fez parceria com o município de Novo Aripuanã, apesar de mandar todas as suas partidas na capital Manaus.

## Estádio
O CDC inicialmente mandava seus jogos no Estádio Flávia de Oliveira, estádio municipal de Manicoré conhecido popularmente por "Bacurauzão", este que possui capacidade para abrigar 3.500 torcedores e abrigava todas as partidas do clube no âmbito profissional. Atualmente o clube manda seus jogos na cidade de Manaus.

## Símbolos
Escudo
O escudo do CDC é tricolor, que envolve as cores Azul, Vermelho e Amarelo com varias estrelas, muito parecido com o escudo do Boca Juniors argentino. Centralmente está inserido "CDC". Em 2018 a equipe montou um equipamento com as cores Verde e Amarelo, em homenagem ao Brasil que está disputando a Copa do Mundo na Rússia 2018.
Mascote
O mascote do clube é o "Bacurau", pequena ave de rapina que habita a região amazônica e bastante presente na região da calha do Rio Madeira.

## Estatísticas

### Participações
|  | Participações em 2025 |

| Competição | Competição            | Temporadas | Melhor campanha           | Estreia | Última | P | R |
| Amazonas   | Campeonato Amazonense | 4          | 8º colocado (2009 e 2018) | 2009    | 2018   |   | 3 |
| Amazonas   | 2ª Divisão            | 12         | Campeão (2011)            | 2007    | 2025   | 3 |   |

### Retrospecto
Clube se profissionalizou em 2007.
- P.D. - Estava na Primeira Divisão
- N.D. - Não disputou
- N.R. - Edição Não realizada

## Títulos

### Estaduais
- Copa dos Rios:  * (2007)

*Títulos conquistados representando Seleção de Manicoré
- Campeonato Amazonense - 2ª Divisão:1

(2011)
- Taça FAF: 1

(2011)